# أولي هالبيرج
أولي هالبيرج (بالسويدية: Olle Hallberg)‏ هو منافس ألعاب قوى سويدي، ولد في 13 يوليو 1903 في Brunflo ‏ في السويد، وتوفي في 31 يناير 1996 في إوسترسوند في السويد.

## وصلات خارجية
- أولي هالبيرج على موقع أوليمبيديا (الإنجليزية)
- أولي هالبيرج على موقع اللجنة الأولمبية السويدية (السويدية)